# Galactik Football
Galactik Football is een van oorsprong Franse animatieserie, die in Nederland te zien was op Jetix en op Disney XD. Het programma gaat over de Snow Kids, een nieuw jong voetbalteam dat de Galactik Football Cup probeert te winnen.

## Het verhaal
Vijftien jaar geleden brak tijdens een Galactik Football-wedstrijd (het team van Akillian tegen de Shadows) op Akillian de Akkiliaanse ijstijd aan: een grote berg sneeuw en ijs overlapte Akillian. Het Akilliaanse team kon hierdoor niet meer meedoen aan de Galactik Football Cup.
Vijftien jaar later begon Aarch, een oud Galactik Footballspeler, een nieuw team: "De Snow Kids".
Er werden 8 jonge talenten geselecteerd. Aarch vroeg om erkenning van zijn team, en dat kreeg hij.
Om uit te maken wie er voor de planeet Akillian mocht spelen, organiseerden ze een wedstrijd tussen de Snow Kids & de Red Tigers. De Snow Kids wonnen deze wedstrijd en mochten deelnemen aan de grote Galactik Football Cup.
Sinedd stapt na de 1e wedstrijd over naar de Shadows en krijgt Micro-Ice dus een basisplaats. Na een slecht begin tegen de Rykers, worden de Snow Kids steeds beter. Ze dringen door tot de Kwartfinale van de Cup. D'Jok krijgt het erg moeilijk in het 1e seizoen. Hij is erachter gekomen wie zijn echte vader is: Sonny Blackbones. Sonny Blackbones, een Pirate, wordt door de vijand Technoid ontvoerd.
Intussen spelen de Snow Kids in de kwartfinale tegen de Lightnings, en die winnen ze na een penaltyreeks. Met een 6-4 zege in de Halve Finale, lijken de Snow Kids het in de finale op te moeten nemen tegen de Cyclops. (Zij winnen namelijk met 0-1 van de Shadows.)
De Cyclops worden echter gediskwalificeerd wegens bedrog, waardoor de Snow Kids het opnieuw moeten opnemen tegen de Shadows.
Tijdens de finale is D'Jok erg ongerust over zijn vader en schiet daarom voor open goal naast.
D'Jok krijgt te horen dat zijn vader bevrijd is, en de Snow Kids winnen de finale met 2-1.

### Seizoen 2
Ahito is geblesseerd en er moet een nieuwe keeper komen. Thran vertelt over zijn nichtje Yuki, en zij mag meespelen. Ook wordt Rocket geschorst omdat hij Tia probeerde te redden, maar daarbij de Flux gebruikt. De Flux is erg gevaarlijk als het wordt gebruikt buiten Galactik Football. Technoid knoeit met het filmpje, en daardoor wordt Rocket dus geschorst. Hij verdiept zich in Netherball, en wordt daar erg goed. Een nieuwe middenvelder moet dus ook worden gezocht. Het werd Mark, een goede vriend van D'Jok & Micro-Ice. Als alles uiteindelijk boven tafel komt, wil Rocket nog steeds niet terugkomen. Uiteindelijk verslaat Tia hem en dan komt hij terug. Samen met het team verslaan ze de Lightnings met 4 - 3.
De finale wordt uiteindelijk gespeeld tegen de onverslaanbare Xenons waar Luur beslist het alleen op te nemen tegen onze helden en zijn team al snel 0-2 voor brengt. Rocket gebruikt echter zijn herinneringen uit Netherball om de aansluitingstreffer te scoren. Nadat Luur zijn ploeggenoten terug op het veld roept, kantelt de match volledig en de Snowkids maken gelijk: 2-2. Daarna voert Bleylock echter zijn plan uit dat maar half lukt. Hierdoor wordt het veld echter verwoest en kunnen de verlengingen niet doorgaan. De kapiteins besluiten een penaltyreeks te houden om de finale te beslissen. Deze verloopt ongelooflijk spannend maar uiteindelijk is het Rocket die "à la Pankenka" de beslissende strafschop scoort en zo zijn team een tweede opeenvolgende GFC bezorgt.

### Seizoen 3
In seizoen 3 gaan de snowkids naar Paradisia. Dit is een planeet waar een toernooi wordt georganiseerd voor alle Galactik Football teams. Ook de Electra's en Team Paradisia (twee nieuwe teams). Alle teams mogen met spelers wisselen om zo nieuwe teams te creëren.
Mei en D'jok gaan uit elkaar door een ruzie. Hierdoor sluit ze zich aan bij de Shadows. Yuki gaat keepen bij de electra's en D'jok wordt aanvoerder van Team Paradisia.
Bij de Snowkids komt ook een nieuwe speler: Lun Zia (van de Wambas). Iedereen mag haar, behalve Tia. Tia heeft het gevoel dat ze Rocket van haar af wil pakken. Ze doet er dan ook alles aan om Rocket niet te verliezen.

## Snow Kids

### Team
Selectie
| Nr. | Naam      | Positie                   | vanaf                                   |
| --- | --------- | ------------------------- | --------------------------------------- |
| 1   | Ahito     | Keeper                    | seizoen 1                               |
| 2   | Thran     | Verdediger                | seizoen 1                               |
| 3   | Micro-Ice | Aanvaller                 | seizoen 1                               |
| 4   | Tia       | Middenvelder              | seizoen 1                               |
| 5   | Rocket    | Middenvelder (Aanvoerder) | seizoen 1                               |
| 6   | Mark      | Middenvelder              | seizoen 2                               |
| 7   | Mei       | Verdediger-Middenvelder   | seizoen 1                               |
| 8   | Yuki      | Keeper                    | seizoen 2                               |
| 9   | D'Jok     | Aanvaller                 | seizoen 1, aanvoerder in seizoen 2 en 3 |
| 10  | Lun Zia   | Aanvaller                 | seizoen 3                               |
| 11  | Sinedd    | Aanvaller                 | seizoen 3 (oorspronkelijk seizoen 1)    |

Oud-spelers
| Nr. | Naam   | Positie   | in        |
| --- | ------ | --------- | --------- |
| 11  | Sinedd | Aanvaller | seizoen 1 |

- Leiding:
  - Aarch (Coach)
  - Clamp (Trainer)
  - Artegor Nexus (Trainer) seizoen 2 (afl 16 tot 20) + seizoen 3
  - Vrouwe Simbai (Verpleegster)

### Wedstrijden
| Ronde             | Tegenstander | Uitslag  |
| Kwalificatieronde | Red Tigers   | 4-3      |
| Groepsfase        | Rykers       | 0-5, 3-2 |
|                   | Pirates      | 4-1, 6-0 |
|                   | Shadows      | 2-3, 4-3 |
| Knock-Out Ronde   | Wambas       | 3-2      |
| 1/4 Finale        | Lightnings   | 5-4      |
| 1/2 Finale        | Technoid     | 6-4      |
| Finale            | Shadows      | 2-1      |

| Ronde                        | Tegenstander | Uitslag        |
| Vriendschappelijke wedstrijd | Shadows      | 1-1            |
| Knock-Out Ronde              | Wambas       | 3-2            |
| 1/4 Finale                   | Rykers       | 2-1            |
| 1/2 Finale                   | Lightnings   | 4-3            |
| Finale                       | Xenons       | 2-2 (n.p. 4-3) |

| Ronde                        | Tegenstander | Uitslag |
| Vriendschappelijke wedstrijd | Shadows      | 0-4     |

## Overige personages

### Andere GF-Teams
- Rykers: Hun flux is de "Metal Yell". Daarmee kunnen ze hun tegenstander tijdelijk verlammen. Hun sterspeler heet Kernor, de keeper van De Rykers. Ook zij speelt mee in het eerste All Stars team. In reeks 1 kwamen ze niet door de kwalificaties heen en in reeks 2 verloren ze met 2-1 van de Snow Kids.

- Xenons: Het team bestaat eigenlijk uit een soort hagedissen. Het team doet in reeks 2 voor de eerste keer in 4 jaar nog eens mee voor de GFC. Dat komt door de omstandigheden op de planeet Xenon. Ze staan dan al meteen in de finale tegenover de Snow Kids. Ook hun sterspits (Luur) speelde mee in het All Stars team.

- Shadows: De Shadows stonden in seizoen 1 in de finale tegenover de Snow Kids, ze verloren met 2-1. In seizoen 2 verloren ze hun flux in de kwartfinale tegen de Pirates. Daardoor konden ze niet meer meedoen en zijn de Pirates gediskwalificeerd waardoor de Xenons meteen naar de finale gingen. Hun sterspelers zijn Sinedd en Nilla. Maar door het toeval dat de rook voor hun planeet wegtrok, keerde de smog terug. Ze speelden uiteindelijk tegen de Xenons, maar het mocht niet baten: de wedstrijd eindigde met 5-3.

- Pirates: Hun thuisplaneet is de Cilo Archipel. Bijzonder is dat als ze verliezen, ze zich onzichtbaar maken. Ook zij zullen het moeten hebben van hun menselijke krachten. Het verschil met de Red Tigers is dat zij wel wat kunnen presteren. Hun sterspeler Stevens mag zelfs meedoen in het All Stars team.

- Lightnings: De Lightnings hadden de Cup net voor de Snow Kids gewonnen en zijn ook een van de grote favorieten voor deze cup. Ook hun sterspeler (Warren) speelt mee in het All Stars team. Hun flux is de Charge.

- Cyclops: De Cyclops zijn kleine aliens met 1 oog. Hun tactiek in alle wedstrijden is met z'n allen naar voren te rennen en alle tegenstanders omver te lopen. Hun flux is de Brain-Wave, die komt uit hun oog. De tegenstander kan er hevige hoofdpijn van krijgen. In seizoen 1 werden ze gediskwalificeerd wegens bedrog in de halve finale en in seizoen 2 verloren ze in de kwartfinale van de Xenons (3-0)

- Wambas: De Snow Kids speelden hun eerste wedstrijd na 15 jaar tegen de Wambas, de Wambas wonnen die met 2-1. De sterspelers van de Wambas (Lune-Zeara en Woowamboo) spelen in reeks 2 ook mee met het All Stars team. De spelers zelf zijn eigenlijk een soort wilde junglemensen, de flux van de Wambas is de Roar, daardoor kunnen ze hoog springen en luchtaanvallen uitvoeren.

- Red Tigers: De Red Tigers komen evenals de Snow Kids van de planeet Akkilian maar hebben 'De Adem' niet, omdat ze niet geboren zijn tijdens de Akkiliaanse ijstijd. Ze hebben in de eerste twee seizoenen geen flux, maar in seizoen drie zijn er verscheidene spelers die plotseling De Adem weten te gebruiken. Desalniettemin zijn ze een van de slechtere teams.

- TechnoidV3: De Technoids zijn robots. Ze kunnen hun armen en benen 360 graden rond draaien. Ze hebben geen Flux. Ze zijn gemaakt door de medewerkers van Technoid. Ze verloren tegen de All Stars met 5-1.

- Team Paradisia: Een team van de planeet Paradisia (gastplaneet voor een toernooi waar teams met gemixte fluxen zijn toegestaan) wiens spelers (allemaal vrouwelijk) cyborgs zijn, voorzien in multiflux. D'Jock is hun aanvoerder tijdens de Cup, nadat hij De Snowkids verlaten heeft

### Overige personages
- Vader & Moeder van Mei
- Vader & Moeder van Tia
- Moeder van Micro-Ice
- Keira, moeder van Rocket
- Norata, vader van Rocket, broer van Aarch
- Corso, een Pirate
- Bennett, een Pirate
- Artie, een Pirate
- Maya, de adoptiemoeder van D'Jok
- Sonny Blackbones, vader van D'Jok en trainer/coach van de Pirates
- Blaylock, schurk
- Harris, hulp van Bleylock
- Artegor Nexus, ex-coach Red Tigers, coach Shadows (Assistent-Coach van Snow Kids vanaf afl. 16)
- Nork, Presentator
- Sinedd, ex-speler Snow Kids, Shadowspeler
- Adim, in seizoen 3 de vriendin van Aarch

## Toernooien

### Galactik Football Cup 2007
De wedstrijden in de Cup van 2007:
Vriendschappelijke wedstrijden:
- Wambas vs. Snow Kids: 2-1
- Rykers vs. Red Tigers: 10-0
- Shadows vs. Lightnings: 0-1
- Wambas vs. Pirates: 4-1

Kwalificatieronde Akkilian:
- Snowkids vs. Red Tigers: 4-3

Groepsfase Snowkids:
- Rykers vs. Snowkids: 5-0
- Snowkids vs. Rykers: 3-2

- Shadows vs. Pirates: 6-1
- Pirates vs. Shadows: 1-5

- Pirates vs. Snowkids: 1-4
- Snowkids vs. Pirates: 6-0

- Shadows vs. Rykers: 4-1
- Rykers vs. Shadows: 1-2

- Pirates vs. Rykers: 1-2
- Rykers vs. Pirates: 4-0

- Snowkids vs. Shadows: 2-3
- Shadows vs. Snowkids: 3-4

De Shadows & De Snowkids zijn door!
Knock-Out Ronde:
- Wambas vs. Snowkids: 2-3

Kwartfinale:
- Lightnings vs. Snowkids: 4-5 (Na penaltyreeks, topspeler mist)

Halve Finales:
- Snowkids vs. Technoid: 6-4
- Cyclops vs. Shadows: 1-0

(Cyclops zijn gediskwalificeerd wegens bedrog)
Finale:
- Snowkids vs. Shadows: 2-1 (Na Golden Goal)

### Galactik Football Cup 2008
Wedstrijden in de Cup van 2008:
Vriendschappelijke Wedstrijden:
- Snow Kids vs. Shadows: 1-1

Eerste Ronde:
- Snow Kids vs. Wambas: 3-2

Kwartfinale:
- Shadows vs. Pirates: 2-7

(Shadows verloren hun Flux door bom op Shadowsplaneet.)
Iedereen denkt dat Sonny Blackbones en de Pirates hierachter zitten. Daarom worden de Pirates gediskwalificeerd, maar de Shadows kunnen ook niet meer spelen.
- Xenons vs. Cyclops: 3-0
- Rykers vs. Snow Kids: 1-2
- TechnoidV3 vs. Lightnings: 1-2

Halve Finale
- Shadows vs. Xenons 3-5 (de shadows krijgen hun flux terug en kunnen alsnog de halve finale spelen)
- Snow Kids vs. Lightnings: 4-3 (na golden goal)

Finale
- Xenons vs. Snow Kids: 2-2 pen:3-4 (5-6)

### Galactik Football Cup 2010
Wedstrijden in de Cup van 2010:
Vriendschappelijke Wedstrijden:
- Snow Kids vs. Shadows: 0-4
- All Star vs. Match: 3-3

### All Star Match
De All Star Match, is een match met waarin alle grote sterren van de GF-Cup tegen TechnoidV3 moeten spelen.
Uitslag 1e match:
- All Stars vs. TechnoidV3: 5-1

In het All Star team zitten:
Keeper:
Kernor (Rykers)
Middenvelders:
Lune-Zeara (Wambas)
Woowamboo (Wambas)
Nilla (Shadows)
Aanvallers:
D'Jok (Paradisie)
Warren (Lightnings)
Luur (Xenons)
Akkamuk (Cyclops)
Stevens (Pirates)
Sinned (Shadows)

## Club Galactik
Galactik Football heeft een eigen, officiële online virtuele wereld en MMO spel dat Club Galactik heet. De wereld is gebouwd en wordt onderhouden door het bedrijf Virtual Fairground en de producent van de serie, Alphanim/Gaumont. In Club Galactik kunnen bezoekers lid worden van de Galactik Football academie, een voetballer maken, spelletjes spelen, hun kamer inrichten en de wereld verkennen. Vanaf september 2010 kan er door spelers gestreden worden om de Galactik Cup.

## Afleveringen

### Seizoen 1
| #   | Engelse Titel    | Nederlandse Titel | Beschrijving |
| --- | ---------------- | ----------------- | --- |
| 1.  | The Comeback     | De terugkeer      | Aarch keert terug naar Akillian na 15 jaar. Hij merkt al gauw dat hij vergeten is door iedereen. |
| 2.  | A New Hope       | Een Nieuwe Hoop   | Nadat Professor Clam een nieuw training programma heeft gemaakt organiseert Aarch een selectietraining en ontstaat Snow Kids.                                                                       |
| 3.  | The Challenge    | De Uitdaging      | De Snow Kids bereiden zich voor op de eerste wedstrijd tegen de Wamba's. |
| 4.  | The Team         | Het Team          | De eerste wedstrijd wordt gespeeld tegen de Wamba's en verloren met 2-1. Aangekomen op Akillian wordt Tia gearresteerd en mee teruggenomen naar haar ouders.                                        |
| 5.  | The Captain      | De Aanvoerder     | De Snow Kids spelen hun kwalificatiewedstrijd tegen de Red Tigers. In de rust staan ze met 0-3 achter. Tia is ontsnapt van haar ouders en schiet te hulp bij de Snow Kids.                          |
| 6.  | Second Wind      | Laatste Kans      | Nu Tia terug is, zijn de Snow Kids veel meer zelfverzekerd. Ze winnen dan ook de wedstrijd en doen mee aan de Galactik Football Cup.                                                                |
| 7.  | Coach's Pet      | De Coach's Team   | De Snow Kids spelen hun eerste GF-wedstrijd tegen de Rykers en verliezen deze met 5-0. |
| 8.  | The Storm        | De Storm          | D'jok, MicroIce en Tia gaan achter de weggelopen Rocket aan. Vlak voordat ze sterven in de sneeuw redt Rocket hun.                                                                                  |
| 9.  | Revenge Match    | De Wraak          | Snow Kids staat voor de tweede keer tegenover Rykers. In de rust staan ze weer achter met 2-0 maar dit verandert als D'jok Akillian's Flux vindt en de winnende 3-2 scoort.                         |
| 10. | The Pirates      | De Pirates        | Snow Kids moeten voor de 3e wedstrijd tegen de Pirates. De wedstrijd verloopt rommelig met Microice en D'jok die strijden om de aandacht van Mei. Maar ze winnen met 4-1.                           |
| 11. | The Professor    | De Professor      | De 4e GF-wedstrijd tegen de Pirates wordt gewonnen met 6-0. |
| 12. | The Escape       | De ontsnapping    | Microice is weggelopen en Professor Clam wordt vermist. Hij is ontvoerd en de Technoids (criminelen organisatie) sturen een clone van Clam naar Akillian.                                           |
| 13. | The Striker      | De Spits          | De eerste wedstrijd tegen de Shadows wordt vandaag gespeeld en Microice is nog steeds zoek. Aarch besluit een clone in te zetten ter vervanging van Microice. De wedstrijd wordt met 3-2 verloren.  |
| 14. | Black Hole       | Zwarte Gat        | Microice komt terug naar Akillian met een gehersenspoeld brein. Dan moeten ze hun laatste poulewedstrijd tegen de Shadows spelen. Met rust staan ze 3-0 achter.                                     |
| 15. | Last Change      | Laatste Seconden  | Snow Kids heeft nog 45 minuten over om 4 doelpunten te scoren en door te gaan naar de laatste zestien. Deze vier doelpunten worden gemaakt en ze vertrekken naar Genesis Stadion.                   |
| 16. | Genesis Stadium  | Genesis Stadion   | Aangekomen bij Genesis Stadion, begint Snow Kids te trainen voor haar laatste-16 wedstrijd tegen de Wamba's.                                                                                        |
| 17. | Get Ready        | Bereid Je Voor    | Vandaag is de dag van de wedstrijd tegen de Wamba's. Deze wordt nog net gewonnen met 3-2. |
| 18. | Under Pressure   | Onder Druk        | Rocket is vandaag jarig en Tia regelt een cadeau dat Rocket niet zo leuk vindt: zijn eigen moeder.                                                                                                  |
| 19. | The Star         | De Ster           | De wedstrijd tegen de Lightnings wordt gelijk gespeeld met 0-0. De penalty reeks wordt gewonnen door de Snow Kids met 5-4.                                                                          |
| 20. | Metaflux         | Metaflux          | Het blijkt dat de Adem van de Snow Kids dodelijk is voor de kinderen. Ze moeten een beslissing maken over wat ze gaan doen in de volgende wedstrijd. Het besluit is genomen: ze spelen zonder Flux. |
| 21. | The Forfeit      | De Inname         | Snow Kids staan met 4-0 achter. Als ze de Flux terugvinden winnen ze met 6-4. |
| 22. | The Missing Link | De Vermiste Band  | Shadows spelen tegen Cyclops. De Cyclops staan voor met 1-0 maar worden dan gediskwalificeerd wegens bedrog.                                                                                        |
| 23. | Blackmail        | Chantage          | D'jok wordt gechanteerd door Bleylock nadat hij z'n vader (Sonny Blackbones) heeft ontvoerd. Hij moet de Snowkids in de finale laten verliezen.                                                     |
| 24. | The Duel         | Het Duel          | Sinedd daagt D'jok uit voor een 1 tegen 1 wedstrijd. Deze wint D'jok nadat Sinedd met hoofdpijn vlucht.                                                                                             |
| 25. | The Traitor      | De Verrader       | D'jok speelt onder dwang waardeloos tijdens de finale en ze staan dan ook 1-0 achter. D'jok krijgt nog een kans in de laatste seconden van de wedstrijd om een vrije trap te scoren.                |
| 26. | The Cup          | Het Kampioenschap | Blackbones wordt bevrijd en D'jok kan weer goed spelen. Hierdoor winnen zij met 2-1 en zijn de Snow Kids kampioen.                                                                                  |